# Сперанский, Сергей Борисович
Серге́й Бори́сович Спера́нский (10 мая (23 мая) 1914, Казань — 13 марта 1983, Ленинград) — советский, российский архитектор, педагог. Народный архитектор СССР (1971).

## Биография

### Ранние годы
Сергей Сперанский родился в Казани 10 мая (23 мая) 1914 года в семье юриста Бориса Дмитриевича Сперанского. Его родители вскоре разошлись, поэтому особое влияние на развитие ребёнка оказал его дядя, учёный и медик Алексей Сперанский.
Детские годы Сергей провёл в Свердловске, там же окончил школу. В 1932-м году он отправился в Ленинград, где попытался поступить в Институт живописи, скульптуры и архитектуры имени И. Е. Репина. Однако вступительные экзамены не сдал, поэтому пошёл на рабфак Института и устроился шофёром на стройке Ленмясокомбината. Два года спустя он продолжил учёбу на Архитектурном факультете Института живописи. В 1941-м году защитил диплом по теме «Библиотека Академии наук (в Москве)». Учился в мастерской Н. А. Троцкого, а затем у И. И. Фомина.
В начале войны ушёл добровольцем на фронт, участвовал в боях, дважды ранен. Демобилизован в 1942 году. Во время войны у него началась педагогическая трудовая деятельность. В 1942 году после демобилизации он уехал с Ленинградским институтом живописи, скульптуры и архитектуры в Самарканд, а затем в Загорск, где окончил аспирантуру.
В 1944 году с группой архитекторов Ленинграда и Москвы командирован в Минск для участия в восстановлении разрушенных во время войны городов. В Минске специалистам предстояло разработать план восстановления города.
В СССР в конце 1940-х — начале 1950-х, городское планирование во главу угла ставило создание центральных триумфальных улиц. Эти магистрали предназначались для проведения праздничных шествий, соответственно, все здания, в том числе жилые, должны были выглядеть величественно.
Проработал в столице Белоруссии до 1947 года. За это время он разработал проекты нескольких зданий, выполненных в стилистике, ставшей в дальнейшем известной под именем сталинского ампира. Среди наиболее известных: районный военкомат и разработанный в соавторстве с архитектором Александром Жуком обком КПБ. Оба проекта не были реализованы. В 1947-м возвратился из Минска в Ленинград.

### Первые работы в Ленинграде

Первоначальное оформление станции метро «Нарвская». 1970-е

В конце 1946 года «Ленпроект» провёл конкурс предварительных проектов станции «Нарвская» — одной из тех, которые должны были появиться на первой ленинградской линии метрополитена. Комиссия вручила первую премию архитектору Борису Журавлёву. Когда три года спустя «Ленпроект» проводил второй тур конкурса, были отклонены все представленные проекты. Очевидно, Сергей Сперанский знал тему оформления — «Революционная история Нарвской заставы». Он вместе с архитекторами Давидом Гольдгором и А. В. Васильевым предложил собственную идею вне конкурса. Их работа, «посвящённая великому вождю трудящихся товарищу И. Сталину», получила одобрение партийного руководства, и 30 мая 1950 года творческий коллектив получил право дальнейшей разработки станции, а затем — и право на проектирование наземного вестибюля. За выполнение работы архитектор был удостоен ордена Трудового Красного Знамени, а его коллеги — орденами «Знак Почёта».
В 1947 году совместно со скульптором Виктором Синайским участвовал в конкурсе на проект памятника Николаю Добролюбову. Они получили первую премию. Открытие монумента состоялось только в ноябре 1959 года.
В 1948 году поступил на работу в мастерскую № 5 «Ленпроекта».

### Работа в хрущёвское время

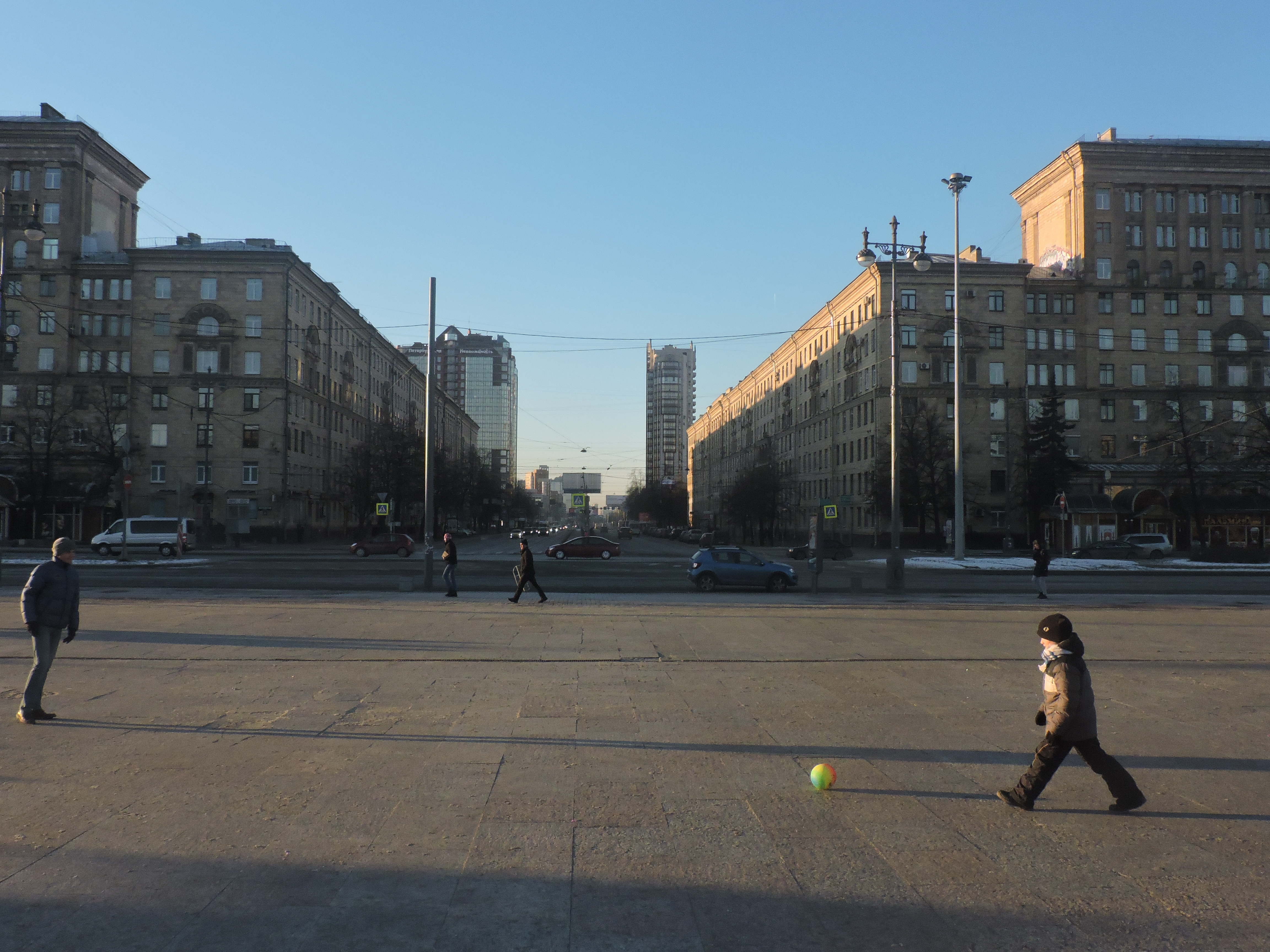
Жилые здания на Московском проспекте (на первом плане) 2016 год

С 1953 по 1964 год возглавлял мастерскую № 6 «Ленпроекта» . Именно в этот период в советской архитектуре произошла радикальная смена не только стиля, но и методов работы. В ноябре 1954 года Первый секретарь ЦК КПСС Никита Хрущёв выступил с критикой помпезного зодчества сталинской эпохи, а 4 ноября 1955-го было издано Постановление Совмина и ЦК КПСС «Об устранении излишеств в проектировании и строительстве». Этим документом правительство официально заявило об изменении принципов строительства в масштабах всей страны. Вместо того чтобы тратить усилия на разработку отдельных знаковых объектов, интеллектуальные и материальные ресурсы следовало направить на развитие в СССР типового жилищного строительства. Таким образом, в середине 1950-х годов завершалось строительство зданий, одобренных в сталинское время, и одновременно велась разработка новых сооружений, лишённых внешней выразительной отделки. В этот период по его плану строился комплекс 10-этажных жилых домов в стиле сталинского ампира на проспекте имени Сталина напротив Дома Советов. В их внешнем оформлении был оригинально использован мотив классицистической архитектуры Карла Росси. Петербургский архитектор XIX века расчленял объём главного фасада на рустованный первый этаж, который трактовался как цоколь, и объединённые ордером парадный бельэтаж с третьим этажом. В проекте С. Сперанского существовал ордер, который объединил верхних три этажа здания, а остальная часть фасада оставалась практически полностью лишена декоративного оформления. Только портик, расположенный в центре здания, и порталы по бокам от него облицованы тёмно-красным гранитом.
В соответствии с новыми задачами, поставленными руководством партии, специалисты «Ленпроекта» — Игорь Фомин, Борис Журавлёв, Лев Косвен, Виктория Струзман и Сергей Сперанский — разработали 415-ю серию крупноблочных домов, которыми в середине 1950-х был застроен квартал в районе нынешнего проспекта Юрия Гагарина. Кварталы состояли из пяти- и семиэтажных домов, практически лишённых внешних декоративных элементов. Главными средствами внешней выразительности стали контрастная расцветка нижних этажей и выступающие балконы. Семиэтажные здания дополнительно были украшены эркерами.
Следующим этапом в развитии типового строительства стала 507-я серия для Московского района, разработанная на рубеже 1960-х Мастерской № 6 «Ленпроекта». Здания этой серии строили в городе с 1959-го по 1974-й, благодаря чему они стали самыми массовыми ленинградскими «хрущёвками» — 30 % жилого фонда. В домах существовали одно-, двух- и трёхкомнатные квартиры площадью 31 м², 44 м² и 55 м² соответственно. В двухкомнатных квартирах не предполагалось создание гостиной, кухня также не могла использоваться в качестве гостиной, поскольку её площадь составляла всего 5 м². Блоки, необходимые для строительства 507-й серии, выпускал ДСК-4.
По проекту С. Сперанского и Л. Косвена в 1962—1964 годах застраивался Новоизмайловский проспект. Архитекторы постарались сохранить преимущество типовой застройки, но при этом разнообразили архитектурный ансамбль чередованием 5-этажных домов и точечных 12-этажных. В данном случае башенные дома создавали своего рода акценты. Пластику главных фасадов разнообразили лоджии. Таким образом, внешняя выразительность была результатом конструктивных особенностей здания.
В это период архитектор получил известность в профессиональных кругах за рубежом. В 1961-м он участвовал в международном конкурсе на планировку и застройку Берлина. В том же году он в составе советской делегации посетил Конгресс Международного союза архитекторов, который состоялся в Великобритании. Впоследствии он посетил конгрессы архитекторов на Кубе, во Франции, в Чехословакии, Болгарии.

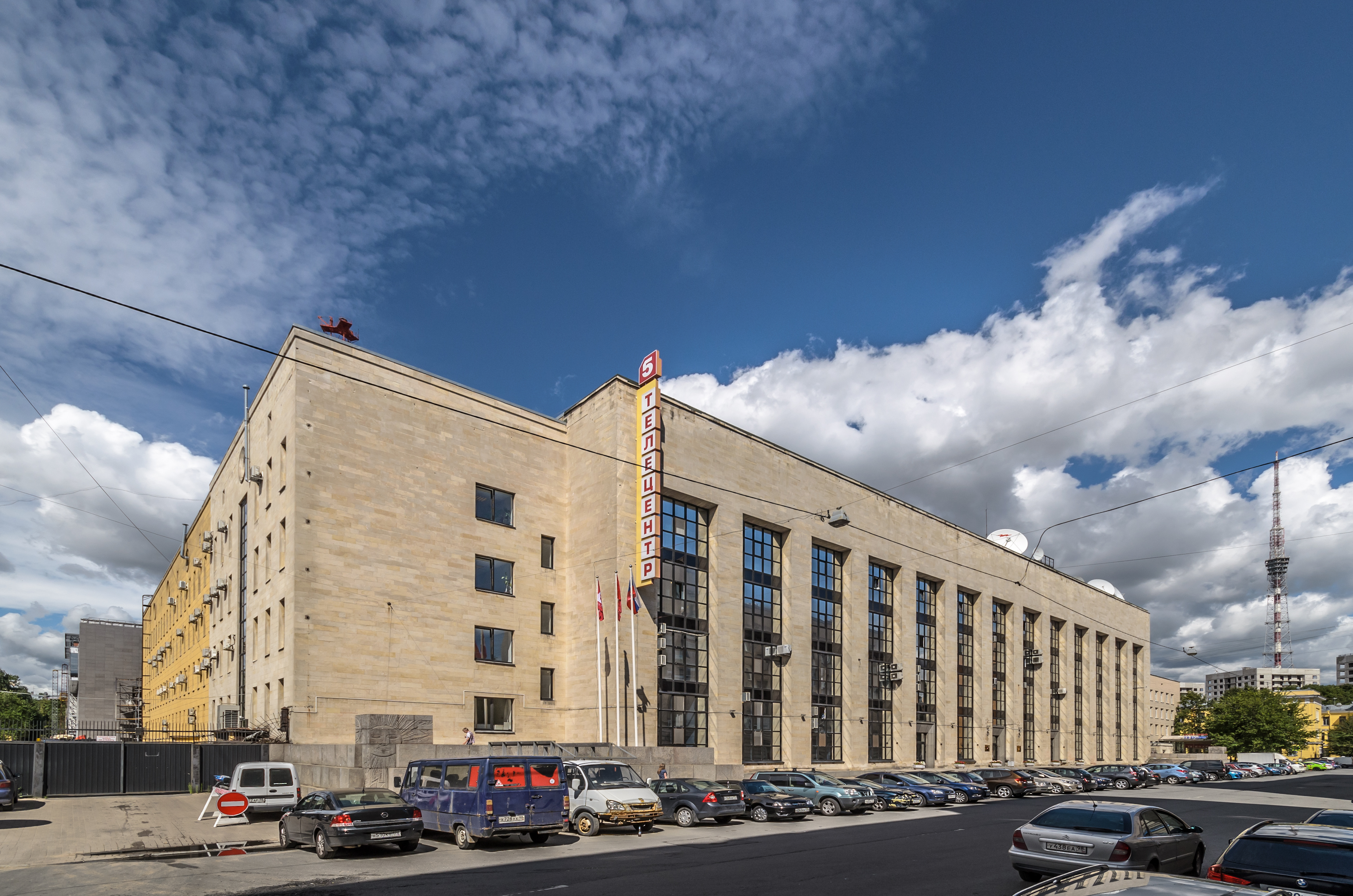
Ленинградский технический телевизионный центр. Улица Чапыгина, дом 6

В 1962-м архитектора избирали председателем правления Ленинградской организации Союза архитекторов СССР. С 1964 года до самой смерти он возглавлял Проектную мастерскую № 2 Ленинградского зонального научно-исследовательского и проектного института типового и экспериментального проектирования жилых и общественных зданий Государственного Комитета по архитектуре и градостроительству при Госстрое СССР (ЛенЗНИИЭП). Задачей НИИ являлось проектирование типовых жилых и общественных зданий, предназначенных для строительства в северных регионах СССР, в том числе — на Крайнем Севере.

### Телецентр
Знаковым проектом, разработанным архитектором в этот период, стал комплекс телецентра, расположенный на Петроградской стороне. Архитектор разработал главное здание на улице Чапыгина. Оно представляет собой единый монолитный объём, монотонный фасад которого ритмично разделяют вытянутые окна. В начале 1960-х ленинградский телецентр был крупнейшим в Европе: он вмещал 21 студию, а также помещения для редакции и вспомогательных служб. В 1963-м в нескольких кварталах от телецентра закончилось строительство 326-метровой телебашни. Создание комплекса стимулировало развитие телевещания в Ленинграде и обеспечило покрытие на территории области.

### Строительство гостиницы «Ленинград»

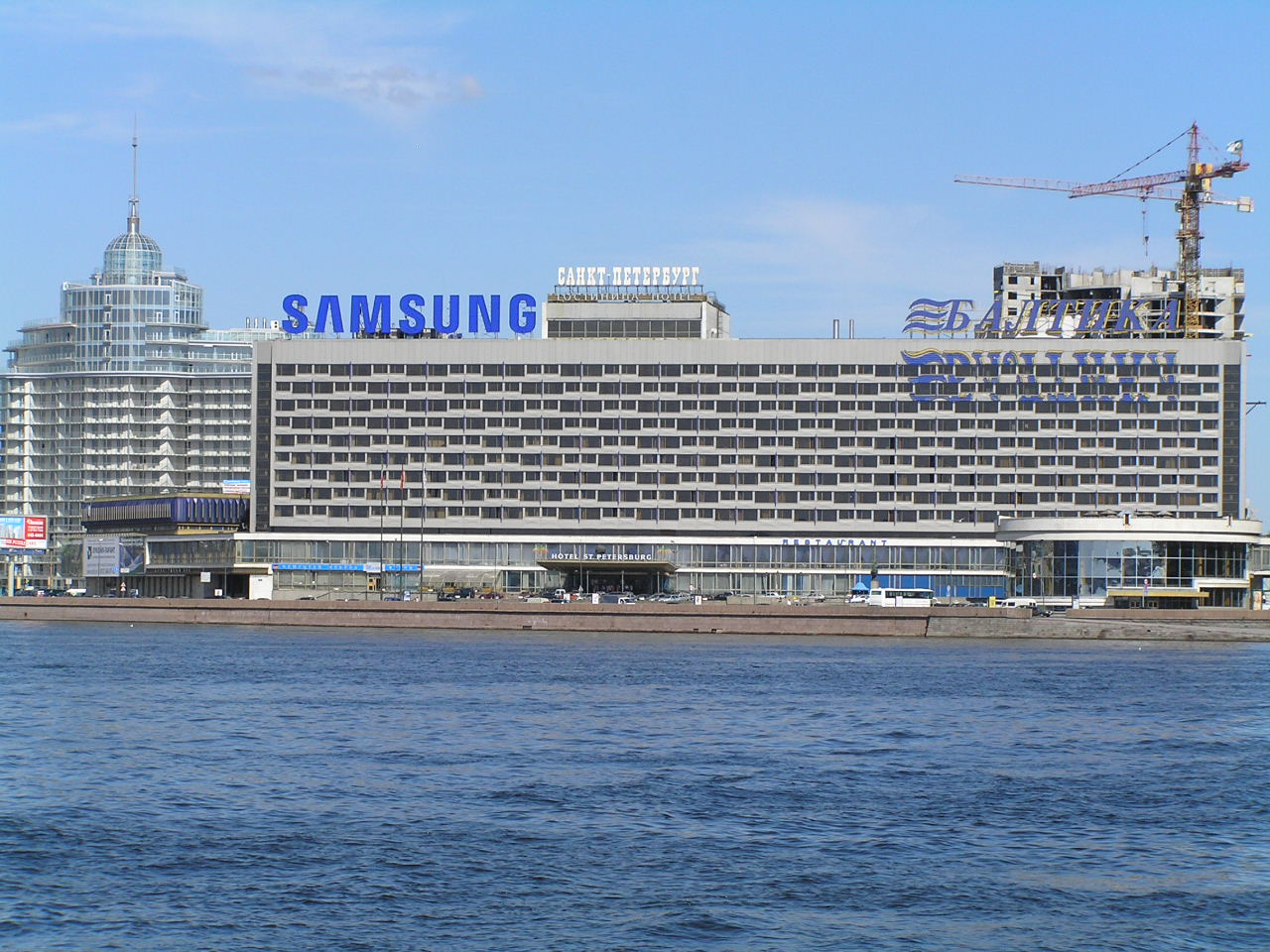
Вид на гостиницу «Санкт-Петербург» с Невы. 2006 год

Следующий знаковый проект архитектора вызвал много споров и обсуждений в профессиональной среде. В начале 1960-х партийное руководство города предложило создать в Ленинграде современную гостиницу. Здание следовало построить на Пироговской набережной. Разработку проекта поручили ему. Следуя моде и, вероятно, учитывая собственные предпочтения, архитектор предложил построить высокое здание из стекла и бетона. Примечательно, как он описывал свой проект коллегам. В качестве аргумента он не стал использовать тему актуальности искусства или экономической целесообразности. Напротив, он подчеркнул удачное, по его мнению, расположение архитектурной доминанты в центре города. Более того, в произнесённой речи на Техническом совете Архитектурно-планировочного управления Ленсовета назвал будущее здание «хрустальным дворцом», очевидно, намекая на известное сооружение XIX века:
Ещё давно, когда мы не проектировали этой гостиницы, не проектировали здания Военно-морского музея, я тогда выступал на совете, и, может быть, странным покажется, мне как-то приснился сон, что рядом с музеем стоит высокий хрустальный дворец, а как всегда бывает во сне, это оказалось очень красиво. И, надо сказать, что бывают такие вещи, – мне представляется, что в этом месте должно стоять высокое стеклянное здание. Много лет спустя представилось возможным сделать этот объём, и нам представляется, что это место является таким акцентом, который объединяет вокруг себя достаточно классическую горизонтальную застройку и этот объём, поставленный в этом месте, должен организовать объём, не просто объём, а чтобы было скульптурным образованием и по своей композиции, по своему месту, высотой около 70 м в верхней отметке.
Однако по мере развития плана отношение к нему менялось из-за позиции ленинградской интеллигенции относительно сохранения исторической застройки города. Со второй половины 1960-х архитекторы и даже общественные организации начали ратовать за неизменность архитектурных ансамблей исторического центра. Не удивительно, что в середине 1960-х во время очередного обсуждения плана гостиницы, главный архитектор Ленинграда Валентин Каменский заявил, что не допустит строительства рядом с Петропавловской крепостью 25-этажного небоскрёба. В результате обсуждений было принято решение об уменьшении высоты здания на 40 % от первоначально предложенного плана.
На ранней стадии обсуждения плана архитектор выступал именно как сторонник перестройки центральной части Ленинграда. В своей речи на АПУ Ленсовета он отметил, что «возле Кировского моста [набережная] теряет своё лицо до Смольного проспекта», тем самым архитектор умалил значение жилой исторической застройки Набережной Кутузова и Воскресенской набережной. Относительно перестройки квартала на Пироговской набережной, которая требовалась для строительства гостиницы, он сказал: «Мы этот дом [стоящий на месте будущей гостиницы] убираем, так как условия и высота гостиницы не позволяет иметь здесь жилое сооружение, и раскрываем внутренний двор этого квартала. И вся середина превращается в большой зелёный сквер».
Трудная длительная разработка проекта вызвала у него серьёзное заболевание, из-за чего его пришлось прооперировать. После операции архитектор нарушил предписания врачей и поехал на стройку, где сразу же поднялся на строительные леса. За время болезни похудел на 30 кг, но не прекратил работу.
Строительство гостиничного корпуса велось в 1967—1970 годах. В окончательном варианте гостиница представляет собой 12-этажное здание с девятью жилыми этажами. Одновременно в ней могли проживать 1312 человек. Большой ресторан является отдельным двухэтажным корпусом, расположенным перед главным фасадом здания. В разгар строительства, в 1968 году, решением Ленгорисполкома будущая гостиница получила название «Ленинград».
После завершения строительных работ общественность и специалисты из архитектурной среды так и не смогли прийти к единому мнению относительно целесообразности подобного здания в историческом центре города. Позицию апологетов выразил его соратник архитектор Игорь Фомин: «…Глядя на гостиницу, ощущаешь, как она слилась с окружающей средой своими подпорными стенами, лестницами и пандусами, гранитными террасами, как бы продолжая невские парапеты и спуски». И хотя строительство было одобрено ленинградскими чиновниками, уже в советское время раздавались робкие комментарии, что «возведение на стрелке Выборгской стороны 12-этажной гостиницы „Ленинград“… несколько нарушило величавое течение силуэта невских набережных». Ещё категоричнее выразился Дмитрий Лихачёв в знаменитой статье «„Небесная линия“ города на Неве». Философ считал, что основной чертой архитектурной панорамы Петербурга-Ленинграда являлось сочетание горизонтальных линий (стык воды и суши, верх набережных, стык линии домов и неба). По его мнению, подчёркивают значение горизонтальных линий три шпиля — Петропавловской крепости, Адмиралтейства и Михайловского замка. Лихачёв считал, и это мнение часто цитируется, что «Доминирующее значение горизонталей в городе сильно нарушено гостиницей „Ленинград“, выстроенной в безнациональном „коробочном стиле“. Её горизонтали совершенно не согласуются с горизонталями Большой Невы».
В XXI веке споры относительно целесообразности и уместности гостиницы «Санкт-Петербург» развернулись с новой силой, поскольку  рядом с советским модернистским зданием появились новые высотные сооружения, в первую очередь — бизнес-центр «Монблан». Существует мнение , что метод Сперанского — демонтаж исторической застройки ради возведения современного здания — переняло следующее поколение архитекторов, которые создали «жуткий кластер» вокруг гостиницы. Впрочем, архитекторы, ученики Сперанского, считают, что «ясная конструктивистская композиция» гостиницы является памятником своего времени.

### Комплекс на площади Победы

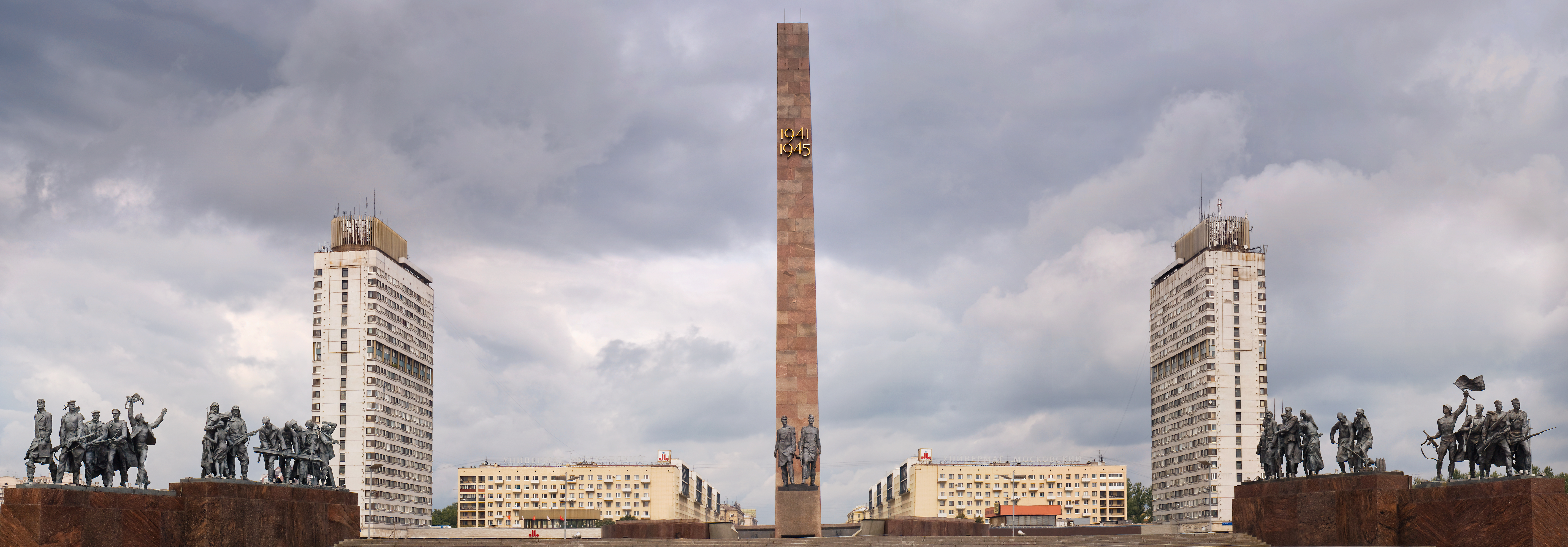
Площадь Победы. 2009 год

Вскоре после окончания блокады Ленинграда профессиональное сообщество стало обсуждать план возведения монумента, посвящённого обороне города. В 1957-м Ленинградское отделение Союза архитекторов провело открытый конкурс проектов памятника. Из 44 представленных работы жюри присудило первую премию проекту, разработанному группой мастеров, среди которых был С. Сперанский. Место для установки будущего монумента Исполком Ленгорсовета выбрал только в 1964-м — на Средней Рогатке, в которую упирался Московский проспект. Символизм выбранного места заключался в том, что в январе 1944 года в районе Средней Рогатки началось наступление войск Ленинградского фронта, итогом которого стало освобождение города. Учитывая будущее строительство, территория получила название Площадь Победы.

Памятник на Комаровском кладбище

Окончательный проект памятника и состав мастеров был составлен только в 1971 году. Руководителями творческой группы были выбраны архитекторы Сперанский и Каменский, скульптор Михаил Аникушин. Строительные работы на Площади Победы начались в 1974-м. Центральное пространство овальной площади должен был занять монумент, в центре которого расположена 48-метровая стела, вокруг неё создано символическое разорванное кольцо. Архитектор рассматривал всю площадь как единый архитектурный ансамбль. Одновременно с возведением монумента строились два симметрично расположенных по бокам от площади 22-этажные здания. По замыслу автора, они создавали своего рода пропилеи въезда в город.
Автор статей, посвящённых проблемам архитектуры и градостроительства Ленинграда в журналах «Строительство и архитектура Ленинграда», «Архитектура СССР», серия статей в журнале «Архитектура и строительство Ленинграда», посвящённых проектной практике ленинградских архитекторов.
Действительный член Академии художеств с 1979-го года. Профессор (1973).
Скончался 13 марта 1983 года в Ленинграде. Похоронен на Комаровском кладбище.

### Семья
- Супруга — Т. В. Сперанская, дочь скульптора Виктора Синайского.
- Дочь — Варвара (род. 1942), кандидат искусствоведения, в 1995—2010 годах — профессор, заведующая кафедрой СПбГХПА имени А. Л. Штиглица, в 1997—2002 годах — приглашенный профессор Высшей нормальной школы в Париже и Университета Шарля де Голля, Лиль-3 (Франция). С 2010 года — профессор Санкт-Петербургского государственного университета[33].
- Дочь — Елена[34].

## Награды и звания
- Народный архитектор СССР (1971)[35]
- Ленинская премия (1978) — за «Монумент в честь героической обороны Ленинграда в 1941—1943 годах и разгрома немецко-фашистских войск под Ленинградом в 1944 году»[36]
- Государственная премия СССР (1973) — за архитектуру здания гостиницы «Ленинград» и комплекса сооружений таможни на советско-финской границе[37]
- Орден Ленина
- Орден Трудового Красного Знамени

## Реализованные проекты
- Жилой дом с мастерскими художников, Суворовский проспект, 56 (совм. с И. Фоминым, Г. Александровым, 1949—1953).
- Учебно-лабораторный корпус Ленинградского электротехнического института (совм. с И. Фоминым, Г. Александровым, 1949—1959).
- Жилые дома в Невском районе (совм. с И. Фоминым, 1950—1957).
- Выборгский железнодорожный вокзал (совм. с А. В. Васильевым, Д. С. Гольдгором, А. Н. Берковым, 1951—1953).
- Памятник Николаю Добролюбову (совм. со скульптором В. Синайским, 1951—1959).
- Станция метрополитена «Нарвская», Площадь Стачек, 2 (совм. с Д. Гольдгором и А. Васильевым, 1951—1955).
- Здание Ленинградского научно-исследовательского радиотехнического института, Площадь Растрелли, 2 (при участии А. И. Князева, 1952—1955).
- Жилые дома на Московском проспекте (при участии И. В. Райлян, 1953—1956).
- Телецентр и телебашня (совм. с В. Васильковским, А. Кацем, 1954—1962).
- Памятник Федоту Шубину в Михайловском саду (совм. с В. Синайским, 1957—59).
- Жилые дома с мастерскими художников на Московском проспекте (совм. с Е. Ф. Владимировой, 1961—1965).
- Комплексная застройка Новоизмайловского проспекта (совм. с Е. Ф. Владимировой и др., 1961—1965).
- Комплексная застройка Площади Победы (совм. с А. Кацем, 1961-65, 1975).
- Здание Центрального НИИ дизельного института, Московское шоссе, 25, (совм. с Ю. Ф. Кожиным, А. И. Эфраимовичем, 1962—1967).
- Здание таможни на советско-финской границе (совм. с В. С. Волонсевичем, С. Л. Михайловым, 1963—1967).
- Гостиница «Ленинград», Пироговская набережная, 5 (совм. с В. Струзман, С. Михайловым, Н. Каменским, 1962—1971, 1973—1987).
- Монумент героическим защитникам Ленинграда в годы Великой Отечественной войны 1941—1945 гг. на Площади Победы (совм с Н. Каменским, М. Аникушиным, 1971).
- Станция метрополитена «Политехническая» (совм. с Н. Каменским, Л. Г. Бадаляном, 1974—1977).
- Здание ВНИИ «Электронстандарт» (совм с В. С. Волонсевичем, 1976—1985).
- Гостиница «Пулковская» на Площади Победы (совм. с В. Волонсевичем, 1977—1983)[2].

## Конкурсные работы
- Архитектурно-художественное оформление Волго-Донского канала (1950).
- Пантеон в Москве (1954).
- Монумент Победы в Ленинграде (совм. с П. А. Арешевым, В. С. Масловым, Ю. К. Покровским, 1958).
- Планировка центральных районов Берлина (совм. с В. С. Масловым, А. И. Наумовым, В. С. Поповым, 1958).
- Морской вокзал в Ленинграде (совм. с В. С. Масловым, В. с. Поповым, 1958—1959).
- Памятник Победы на Плая-Хирон, Куба (совм. с С. Михайловым и скульптором А. В. Дегтярёвым, 1964).
- Монумент героическим защитникам Одессы (совм. с В. Волонсевичем, Н. Каменским, 1966).
- Центральный музей В. И. Ленина в г. Москве (совм. с В. Волонсевичем, Н. Каменским, 1971).
- Центр современного искусства в г. Париже (совм. с В. Волонсевичем, Н. Каменским, М. В. Черновым, 1971).
- Монумент «Памяти международного коммунистического и рабочего движения» в Москве (совм. с М. Аникушиным, 1977—1980).
- Памятник Михаилу Ломоносову в Ленинграде (совм. с А. Дегтярёвым).
- Общественный центр Дефанс в Париже (совм. с В. Волонсевичем, В. Уховым)[2].

## Память
На доме по адресу: Суворовский проспект, 56, где С. Сперанский жил с 1953 по 1983 год, установлена мемориальная доска